# Žacléř
Žacléř (en allemand : Schatzlar) est une ville du district de Trutnov, dans la région de Hradec Králové, en Tchéquie. Sa population s'élevait à 3 096 habitants en 2024.

## Géographie
Žacléř se trouve à 11 km au nord de Trutnov, à 51 km au nord de Hradec Králové et à 124 km au nord-est de Prague.
La commune est limitée par la Pologne au nord, par Královec et Lampertice à l'est, par Bernartice et Trutnov au sud, et par Mladé Buky et Horní Maršov à l'ouest.

## Histoire
La première mention écrite de la localité date de 1334.

## Galerie

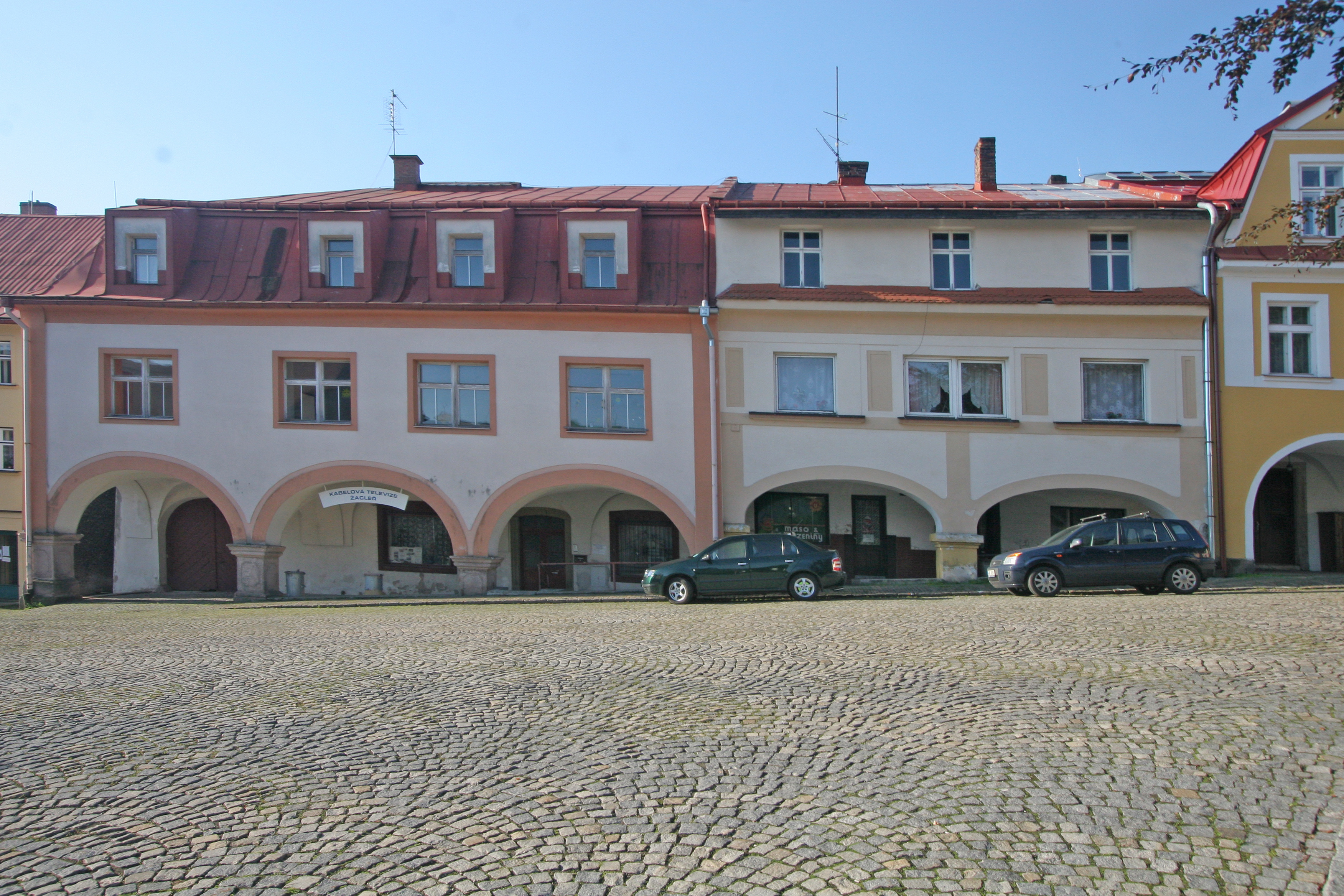
Arcades de la place Rýchorské.
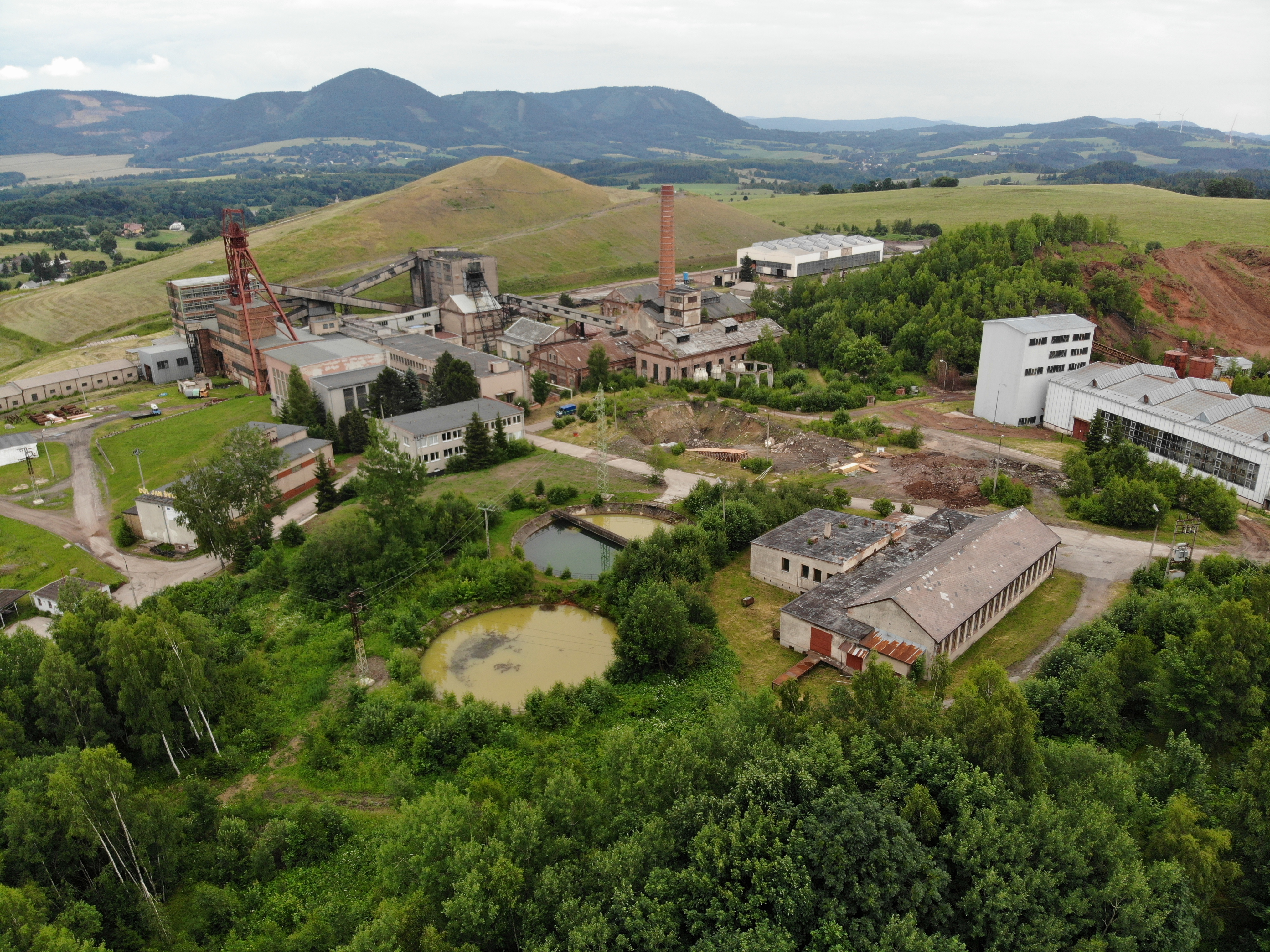
Ancienne mine de charbon.

## Patrimoine
- Musée de la mine : l'extraction souterraine du charbon dans quatre puits s'est arrêtée en 1992.

## Transports
Par la route, Žacléř se trouve à 15 km de Trutnov, à 63 km de Hradec Králové et à 153 km de Prague.